# Batteria Appia Pignatelli
La Batteria Appia Pignatelli (nota anche come Batteria Acquasanta o Caserma Acquasanta) è una batteria fortificata facente parte del Campo trincerato di Roma, attuale sede del Reparto sistemi informativi automatizzati dell'Aeronautica Militare.

## Storia
La Batteria Appia Pignatelli fu costruita tra il 1883 e il 1888 con una spesa complessiva di 577.162,00₤. Insieme alle batterie di Porta Furba e Appia Antica, rientrava nel sistema difensivo arretrato del campo trincerato di Roma, con l'obiettivo di proteggere l’accesso alla città lungo le consolari Appia Pignatelli e Appia Antica, e di controllare le aree pianeggianti comprese tra le due vie e l’acquedotto Claudio. A partire dagli anni Dieci del Novecento fu utilizzata come sede della Direzione di Artiglieria del Corpo Aeronautico. Attualmente ospita il Reparto Sistemi Informativi Automatizzati. Durante la Seconda guerra mondiale, nel 1944, la batteria subì danni significativi a causa di un bombardamento anglo-americano, che distrusse il portale d’ingresso, il corpo di guardia, il ponte levatoio, parte del muro alla Carnot del fronte di gola e l’accesso alla polveriera. Nonostante ciò, molte strutture sono state conservate, e alcuni ambienti sono oggi adibiti a deposito o riconvertiti, come nel caso della cappella ricavata nel locale un tempo destinato al confezionamento delle polveri.
È denominata batteria Acquasanta in memoria delle vittime della strage dell'acquasanta dove 200 persone sono morte a causa dell'esplosione della polveriera del Forte Appia Antica nel 1917.

## Struttura
La batteria presenta una pianta pentagonale irregolare, con fronte esterno "a saliente" e fronte di gola rettilineo. Il fossato perimetrale era originariamente difeso da una caponiera centrale, da due mezze caponiere a tenaglia adiacenti al muro di controscarpa, da un muro alla Carnot scoperto sui fianchi e sul fronte esterno, coperto invece sul fronte di gola — e da un tamburo difensivo situato a sinistra dell’ingresso, protetto da un rivellino. L’accesso al piano del ramparo avveniva tramite due rampe simmetriche ai lati dell’ingresso alla piazza d’armi. La struttura include una polveriera, il cui accesso al fossato è posizionato alla destra del ponte levatoio, e due pozzi di acqua sorgiva. Dopo i danni subiti nel 1944, l’accesso al fossato è stato ristabilito attraverso due rampe realizzate con terrapieno sul fronte di gola, oggi collegate all’ingresso del rivellino, che risulta asfaltato. La maggior parte degli elementi architettonici, inclusi i serramenti originali, è tuttora conservata.